# Свенссон, Оскар
Оскар Свенссон (швед. Oskar Svensson; 7 сентября 1995 года, Фалун, Швеция) — шведский лыжник, специализирующийся в спринте. Призёр чемпионата мира 2025 года. Победитель этапов Кубка Мира. 

## Биография
Оскар Свенссон родился 7 сентября 1995 года в шведском Фалуне, где располагается один из ведущих лыжных центров страны. Помимо тренировок швед учился музыке (игре на гитаре и вокалу) в школе, однако впоследствии сфокусировался на лыжных гонках.
Юниорская карьера сложилась для шведа отлично: в 2013 году на первенстве мира Оскар стал бронзовым призёром в эстафете, а через год выиграл «серебро» в спринте свободным стилем.
Благодаря успешным выступлениям на юниорском уровне молодой лыжник дебютировал на взрослых соревнованиях. 1 марта 2014 Свенссона включили в состав национальной сборной на этап Кубка мира в Лахти, где он занял 63-е место в «коньковом» спринте.
В сезоне 2016/17 Оскар впервые попал на пьедестал почёта на этапах Кубка мира, став вторым в командном спринте. Месяц спустя Свенссон выступил на чемпионате мира. В своей единственной гонке — спринте свободным стилем — шведский лыжник завершил выступления на стадии четвертьфиналов.
В 2018 году Свенссон вошёл в состав сборной Швеции на Олимпийские игры, на которых молодому лыжнику удалось проявить себя. Оскар вышел в финальный забег спринтерского турнира классическим стилем и занял итоговое пятое место.
9 января 2021 года Оскар одержал свою первую победу на этапе Кубка мира: швед выиграл спринтерские соревнования, которые проводились в рамках Тур де Ски в итальянском Валь-ди-Фьемме. Для 25-летнего лыжника этот успех также стал дебютным подиумом в Кубке мира. На домашних этапах Кубка мира швед также выступил успешно: Свенссон занял второе место в спринте классическим стилем на своей малой родине (в Фалуне), а в Ульрисехамне выиграл «коньковый» спринт. На чемпионате мира в Оберстдорфе Оскар стал шестым как в личном, так и в командном спринте, а в составе эстафетной четвёрки остановился в шаге от призового места.

## Результаты

### Олимпийские игры
| Олимпийские игры | Спринт | Командный спринт | 15 км | 15+15 км | 50 км | Эстафета |
| ---------------- | ------ | ---------------- | ----- | -------- | ----- | -------- |
| 2018 Пхёнчхан    | 5      | —                | —     | —        | —     | —        |

### Чемпионаты мира по лыжным видам спорта
| Чемпионат мира  | Спринт | Командный спринт | 15 км | 15+15 км | 50 км | Эстафета |
| --------------- | ------ | ---------------- | ----- | -------- | ----- | -------- |
| 2017 Лахти      | 19     | —                | —     | —        | —     | —        |
| 2019 Зефельд    | 10     | 4                | —     | 29       | —     | 5        |
| 2021 Оберстдорф | 6      | 6                | —     | —        | —     | 4        |